# داميون لوي
داميون لوي (بالإنجليزية: Damion Lowe) (5 مايو 1993 بكينغستون في جامايكا - ) هو لاعب كرة قدم جامايكي يلعب لصالح نادي الاتحاد السكندري في مركز الدفاع. شارك مع منتخب جامايكا تحت 20 سنة لكرة القدم. أما مع النوادي، فقد لعب مع سياتل ساوندرز وتاكوما ديفنس وريدينغ يونايتد إيسي وMinnesota United FC (2010–2016) ‏.

## وصلات خارجية
- داميون لوي على موقع الدوري الأمريكي (الإنجليزية)
- داميون لوي على موقع قاعدة بيانات كرة القدم.إي يو (الإنجليزية)
- داميون لوي على موقع ناشيونال فوتبول تيمز (الإنجليزية)
- داميون لوي على موقع Soccerway.com (الإنجليزية)
- داميون لوي على موقع AS.com (الإسبانية)